# Horand
Horand (auch Horant) ist in der nordischen Sage und in der deutschen Heldensage (Nibelungensage und Kudrunsage) ein Lehnsmann von König Hetel von Hegelingen. Horand ist Herr über Dänemark, Sangesmeister und Held.
Durch seinen Gesang gewinnt er gemeinsam mit seinem Freund Frute und dem alten Wate, als Kaufleute verkleidet, für seinen Herrn Hetel das Herz der schönen Hilde von Irland, der Tochter des Hagen von Irland.